# والستانیا
والستانیا (به ایتالیایی: Valstagna) یک کومونه در ایتالیا است که در استان ویچنزا واقع شده‌است.

## خصوصیات
والستانیا ۲۵٫۶۰ کیلومترمربع مساحت و ۱٬۸۲۸ نفر جمعیت دارد و ۱۵۴ متر بالاتر از سطح دریا واقع شده‌است.